# Palakovics Laura
Palakovics Laura (2002. április 16. –) magyar női válogatott labdarúgó, a Puskás Akadémia hátvédje.

## Pályafutása

### A válogatottban
Finnország válogatottja ellen a 72. percben mutatkozhatott be a válogatottban 2023. február 19-én.
2023-tól 5 alkalommal szerepelt a magyar válogatottban.

## Statisztikái

### Mérkőzései a válogatottban
| Magyarország | Magyarország         | Magyarország                       | Magyarország | Magyarország | Magyarország | Magyarország            | Magyarország | Magyarország |
| #            | Dátum                | Helyszín                           | Hazai        | Eredmény     | Vendég       | Kiírás                  | Gólok        | Esemény      |
| ------------ | -------------------- | ---------------------------------- | ------------ | ------------ | ------------ | ----------------------- | ------------ | ------------ |
| 1.           | 2023. február 19.    | Lárnaka, AÉK Aréna                 | Finnország   | 8 – 0        | Magyarország | Ciprus-kupa             | -            | 72'          |
| 2.           | 2023. április 11.    | Gyirmót, Alcufer stadion           | Magyarország | 2 – 0        | Izrael       | barátságos              | -            |              |
| 3.           | 2023. július 12.     | Budapest, Bozsik Aréna             | Magyarország | 1 – 0        | Görögország  | barátságos              | -            | 88'          |
| 4.           | 2023. szeptember 22. | Shkodra, Loro Boriçi Stadion       | Albánia      | 1 – 1        | Magyarország | Nemzetek Ligája 2023–24 | -            | 46'          |
| 5.           | 2023. szeptember 26. | Budapest, Hidegkuti Nándor Stadion | Magyarország | 0 – 4        | Írország     | Nemzetek Ligája 2023–24 | -            | 46'          |
|              | Összesen             |                                    |              | 5            | mérkőzés     |                         | 0            | gól          |